# Гекхан Інлер
Гекхан Інлер (нім. Gökhan Inler, нар. 27 червня 1984, Ольтен) — швейцарський футболіст турецького походження, півзахисник турецького клубу «Адана Демірспор».
Насамперед відомий виступами за італійські «Удінезе» та «Наполі», а також національну збірну Швейцарії.

## Клубна кар'єра
Вихованець юнацьких команд футбольних клубів «Ванген-Ольтен», «Золотурн» та «Базель».
У дорослому футболі дебютував 2004 року виступами за «Базель» II, в якому провів один сезон, взявши участь лише у 3 матчах чемпіонату.
Протягом 2005—2006 років захищав кольори клубу «Аарау».

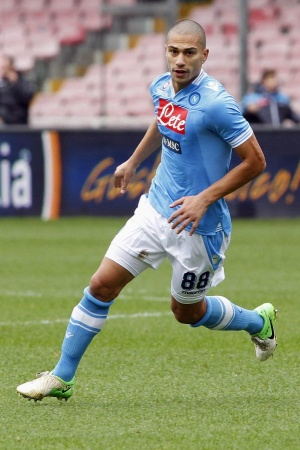
Гекхан Інлер під час виступів за «Наполі». 28 серпня 2013 року.

Своєю грою за останню команду привернув увагу представників тренерського штабу клубу «Цюрих», до складу якого приєднався в січні 2006 року. Відіграв за команду з Цюриха півтора сезони. Більшість часу, проведеного у складі «Цюриха», був основним гравцем команди. За цей час двічі виборов титул чемпіона Швейцарії.
Влітку 2007 року уклав контракт з клубом «Удінезе», у складі якого провів наступні чотири роки своєї кар'єри гравця. Граючи у складі «Удінезе» також здебільшого виходив на поле в основному складі команди.
До складу клубу «Наполі» приєднався у липні 2011 року за 12 мільйонів євро, у складі якого провів наступні чотири роки своєї кар'єри гравця.  Граючи у складі «Наполі» також здебільшого виходив на поле в основному складі команди і встиг відіграти за неаполітанську команду 115 матчів у національному чемпіонаті.
19 серпня 2015 року підписав трирічний контракт з англійським клубом «Лестер Сіті». «Наполі» на продажі Інлера заробило приблизно 5 млн фунтів. Протягом сезону, за результатами якого «Лестер» сенсаційно став чемпіоном Англії, швейцарець відіграв за команду з Лестера лише 5 матчів у Прем'єр-лізі.
В останній день трансферного вікна 31 серпня 2016 року 32-річний півзахисник перейшов до турецького «Бешікташа».

## Виступи за збірні
2005 року залучався до складу молодіжної збірної Швейцарії, а 2006 року провів один матч у футболці турецької «молодіжки».
2 вересня 2006 року дебютував в офіційних іграх у складі національної збірної Швейцарії в товариському матчі проти збірної Венесуели в Базелі. 
У складі збірної був учасником чемпіонату Європи 2008 року в Австрії та Швейцарії і чемпіонату світу 2010 року у ПАР.
Після завершення 2011 року виступів у збірній капітана Александера Фрая, Інлер став новим капітаном збірної.
2014 року був включений до заявки збірної на тогорічний чемпіонат світу у Бразилії, зігравши у всіх чотирьох матчах.
Наразі провів у формі головної команди країни 89 матчів, забивши 7 голів.
| Дата       | Місто          | Господарі        | Результат  | Гості       | Турнір                  | Голи | Примітки |
| ---------- | -------------- | ---------------- | ---------- | ----------- | ----------------------- | ---- | -------- |
| 02/09/2006 | Базель         | Швейцарія        | 1 – 0      | Венесуела   | товариський матч        | -    |          |
| 06/09/2006 | Женева         | Швейцарія        | 2 – 0      | Коста-Рика  | товариський матч        | -    |          |
| 15/11/2006 | Базель         | Швейцарія        | 1 – 2      | Бразилія    | товариський матч        | -    |          |
| 07/02/2007 | Дюссельдорф    | Німеччина        | 3 – 1      | Швейцарія   | товариський матч        | -    |          |
| 22/03/2007 | Форт-Лодердейл | Ямайка           | 0 – 2      | Швейцарія   | товариський матч        | 1    |          |
| 25/03/2007 | Маямі          | Колумбія         | 3 – 1      | Швейцарія   | товариський матч        | -    |          |
| 02/06/2007 | Базель         | Швейцарія        | 1 – 1      | Аргентина   | товариський матч        | -    |          |
| 22/08/2007 | Женева         | Швейцарія        | 2 – 1      | Нідерланди  | товариський матч        | -    |          |
| 07/09/2007 | Відень         | Швейцарія        | 2 – 1      | Чилі        | товариський матч        | -    |          |
| 11/09/2007 | Клагенфурт     | Швейцарія        | 3 – 4      | Японія      | товариський матч        | -    |          |
| 13/10/2007 | Цюрих          | Швейцарія        | 3 – 1      | Австрія     | товариський матч        | -    |          |
| 17/10/2007 | Базель         | Швейцарія        | 0 – 1      | США         | товариський матч        | -    |          |
| 20/11/2007 | Цюрих          | Швейцарія        | 0 – 1      | Нігерія     | товариський матч        | -    |          |
| 06/02/2008 | Лондон         | Англія           | 2 – 1      | Швейцарія   | товариський матч        | -    |          |
| 26/03/2008 | Базель         | Швейцарія        | 0 – 4      | Німеччина   | товариський матч        | -    |          |
| 24/05/2008 | Луґано         | Швейцарія        | 2 – 0      | Словаччина  | товариський матч        | -    |          |
| 30/05/2008 | Санкт-Галлен   | Швейцарія        | 3 – 0      | Ліхтенштейн | товариський матч        | -    |          |
| 07/06/2008 | Базель         | Швейцарія        | 0 – 1      | Чехія       | ЧЄ 2008 - груповий етап | -    |          |
| 11/06/2008 | Базель         | Швейцарія        | 1 – 2      | Туреччина   | ЧЄ 2008 - груповий етап | -    |          |
| 15/06/2008 | Базель         | Швейцарія        | 2 – 0      | Португалія  | ЧЄ 2008 - груповий етап | -    |          |
| 20/08/2008 | Базель         | Швейцарія        | 4 – 1      | Кіпр        | товариський матч        | -    |          |
| 06/09/2008 | Тель-Авів      | Ізраїль          | 2 – 2      | Швейцарія   | Відбір до ЧС 2010       | -    |          |
| 11/10/2008 | Санкт-Галлен   | Швейцарія        | 2 – 1      | Латвія      | Відбір до ЧС 2010       | -    |          |
| 15/10/2008 | Афіни          | Греція           | 1 – 2      | Швейцарія   | Відбір до ЧС 2010       | -    |          |
| 19/11/2008 | Санкт-Галлен   | Швейцарія        | 1 – 0      | Фінляндія   | товариський матч        | -    |          |
| 11/02/2009 | Женева         | Швейцарія        | 1 – 1      | Болгарія    | товариський матч        | -    |          |
| 28/03/2009 | Кишинів        | Молдова          | 0 – 2      | Швейцарія   | Відбір до ЧС 2010       | -    |          |
| 01/04/2009 | Женева         | Швейцарія        | 2 – 0      | Молдова     | Відбір до ЧС 2010       | -    |          |
| 09/09/2009 | Рига           | Латвія           | 2 – 2      | Швейцарія   | Відбір до ЧС 2010       | -    |          |
| 12/08/2009 | Базель         | Швейцарія        | 0 – 0      | Італія      | товариський матч        | -    |          |
| 10/10/2009 | Люксембург     | Люксембург       | 0 – 3      | Швейцарія   | Відбір до ЧС 2010       | -    |          |
| 14/10/2009 | Базель         | Швейцарія        | 0 – 0      | Ізраїль     | Відбір до ЧС 2010       | -    |          |
| 14/11/2009 | Женева         | Швейцарія        | 0 – 1      | Норвегія    | товариський матч        | -    |          |
| 03/03/2010 | Санкт-Галлен   | Швейцарія        | 1 – 3      | Уругвай     | товариський матч        | 1    |          |
| 01/06/2010 | Сьйон          | Швейцарія        | 0 – 1      | Коста-Рика  | товариський матч        | -    |          |
| 05/06/2010 | Женева         | Швейцарія        | 1 – 1      | Італія      | товариський матч        | 1    |          |
| 16/06/2010 | Дурбан         | Іспанія          | 0 – 1      | Швейцарія   | ЧС 2010 - груповий етап | -    | Капітан  |
| 21/06/2010 | Порт-Елізабет  | Чилі             | 1 – 1      | Швейцарія   | ЧС 2010 - груповий етап | -    |          |
| 25/06/2010 | Блумфонтейн    | Швейцарія        | 0 – 0      | Гондурас    | ЧС 2010 - груповий етап | -    |          |
| 11/08/2010 | Клагенфурт     | Австрія          | 0 – 1      | Швейцарія   | товариський матч        | -    |          |
| 03/09/2010 | Санкт-Галлен   | Швейцарія        | 0 – 0      | Австралія   | товариський матч        | -    |          |
| 07/09/2010 | Базель         | Швейцарія        | 1 – 3      | Англія      | Відбір до ЧЄ 2012       | -    |          |
| 08/10/2010 | Подгориця      | Чорногорія       | 1 – 0      | Швейцарія   | Відбір до ЧЄ 2012       | -    |          |
| 12/10/2010 | Базель         | Швейцарія        | 4 – 1      | Уельс       | Відбір до ЧЄ 2012       | 1    |          |
| 17/11/2010 | Женева         | Швейцарія        | 2 – 2      | Україна     | товариський матч        | -    |          |
| 09/02/2011 | Валетта        | Мальта           | 0 – 0      | Швейцарія   | товариський матч        | -    |          |
| 26/03/2011 | Софія          | Болгарія         | 0 – 0      | Швейцарія   | Відбір до ЧЄ 2012       | -    |          |
| 04/06/2011 | Лондон         | Англія           | 2 – 2      | Швейцарія   | Відбір до ЧЄ 2012       | -    |          |
| 10/08/2011 | Вадуц          | Ліхтенштейн      | 1 – 2      | Швейцарія   | товариський матч        | -    |          |
| 06/09/2011 | Базель         | Швейцарія        | 3 – 1      | Болгарія    | Відбір до ЧЄ 2012       | -    |          |
| 07/10/2011 | Свонсі         | Уельс            | 2 – 0      | Швейцарія   | Відбір до ЧЄ 2012       | -    |          |
| 11/10/2011 | Базель         | Швейцарія        | 2 – 0      | Монако      | Відбір до ЧЄ 2012       | -    |          |
| 11/11/2011 | Амстердам      | Нідерланди       | 0 – 0      | Швейцарія   | товариський матч        | -    |          |
| 15/11/2011 | Люксембург     | Люксембург       | 0 – 1      | Швейцарія   | товариський матч        | -    |          |
| 29/02/2012 | Берн           | Швейцарія        | 1 – 3      | Аргентина   | товариський матч        | -    |          |
| 26-5-2012  | Базель         | Швейцарія        | 5 – 3      | Німеччина   | товариський матч        | -    |          |
| 30-5-2012  | Люцерн         | Швейцарія        | 0 – 1      | Румунія     | товариський матч        | -    |          |
| 15-8-2012  | Спліт          | Хорватія         | 2 – 4      | Швейцарія   | товариський матч        | -    |          |
| 7-9-2012   | Любляна        | Словенія         | 0 – 2      | Швейцарія   | Відбір до ЧС 2014       | 1    |          |
| 11-9-2012  | Люцерн         | Швейцарія        | 2 – 0      | Албанія     | Відбір до ЧС 2014       | 1    |          |
| 12-10-2012 | Берн           | Швейцарія        | 1 – 1      | Норвегія    | Відбір до ЧС 2014       | -    |          |
| 16-10-2012 | Рейк'явік      | Ісландія         | 0 – 2      | Швейцарія   | Відбір до ЧС 2014       | -    |          |
| 14-11-2012 | Сус            | Туніс            | 1 – 2      | Швейцарія   | товариський матч        | -    |          |
| 6-2-2013   | Афіни          | Греція           | 0 – 0      | Швейцарія   | товариський матч        | -    |          |
| 23-3-2013  | Нікосія        | Кіпр             | 0 – 0      | Швейцарія   | Відбір до ЧС 2014       | -    |          |
| 8-6-2013   | Женева         | Швейцарія        | 1 – 0      | Кіпр        | Відбір до ЧС 2014       | -    |          |
| 10-9-2013  | Осло           | Норвегія         | 0 – 2      | Швейцарія   | Відбір до ЧС 2014       | -    |          |
| 11-10-2013 | Тирана         | Албанія          | 1 – 2      | Швейцарія   | Відбір до ЧС 2014       | -    |          |
| 15-10-2013 | Берн           | Швейцарія        | 1 – 0      | Словенія    | Відбір до ЧС 2014       | -    |          |
| 15-11-2013 | Сеул           | Південна Корея   | 2 – 1      | Швейцарія   | товариський матч        | -    |          |
| 5-3-2014   | Санкт-Галлен   | Швейцарія        | 2 – 2      | Хорватія    | товариський матч        | -    |          |
| 30-5-2014  | Люцерн         | Швейцарія        | 1 – 0      | Ямайка      | товариський матч        | -    | 46'      |
| 3-6-2014   | Люцерн         | Швейцарія        | 2 – 0      | Перу        | товариський матч        | -    |          |
| 15-6-2014  | Бразиліа       | Швейцарія        | 2 – 1      | Еквадор     | ЧС 2014 - груповий етап | -    |          |
| 20-6-2014  | Салвадор       | Швейцарія        | 2 – 5      | Франція     | ЧС 2014 - груповий етап | -    |          |
| 25-6-2014  | Манаус         | Гондурас         | 0 – 3      | Швейцарія   | ЧС 2014 - груповий етап | -    |          |
| 1-7-2014   | Сан-Паулу      | Аргентина        | 1 – 0 д.ч. | Швейцарія   | ЧС 2014 - 1/8 фіналу    | -    |          |
| 8-9-2014   | Базель         | Швейцарія        | 0 – 2      | Англія      | Відбір до ЧЄ 2016       | -    |          |
| 15-11-2014 | Санкт-Галлен   | Швейцарія        | 4 – 0      | Литва       | Відбір до ЧЄ 2016       | -    |          |
| 18-11-2014 | Вроцлав        | Польща           | 2 – 2      | Швейцарія   | товариський матч        | -    | 46'      |
| 27-3-2015  | Люцерн         | Швейцарія        | 3 – 0      | Естонія     | Відбір до ЧЄ 2016       | -    |          |
| 31-3-2015  | Цюрих          | Швейцарія        | 1 – 1      | США         | товариський матч        | -    | 46'      |
| 14-6-2015  | Вільнюс        | Литва            | 1 – 2      | Швейцарія   | Відбір до ЧЄ 2016       | -    | 58'      |
| 8-9-2015   | Лондон         | Англія           | 2 – 0      | Швейцарія   | Відбір до ЧЄ 2016       | -    |          |
| 9-10-2015  | Санкт-Галлен   | Швейцарія        | 7 – 0      | Сан-Марино  | Відбір до ЧЄ 2016       | 1    |          |
| 12-10-2015 | Таллінн        | Естонія          | 0 – 1      | Швейцарія   | Відбір до ЧЄ 2016       | -    |          |
| 13-11-2015 | Трнава         | Словаччина       | 3 – 2      | Швейцарія   | товариський матч        | -    | 74'      |
| 17-11-2015 | Відень         | Австрія          | 1 – 2      | Швейцарія   | товариський матч        | -    | 60'      |
| Усього     |                | Матчів (9 місце) | 89         |             | Голів                   | 7    |          |

### Статистика клубних виступів

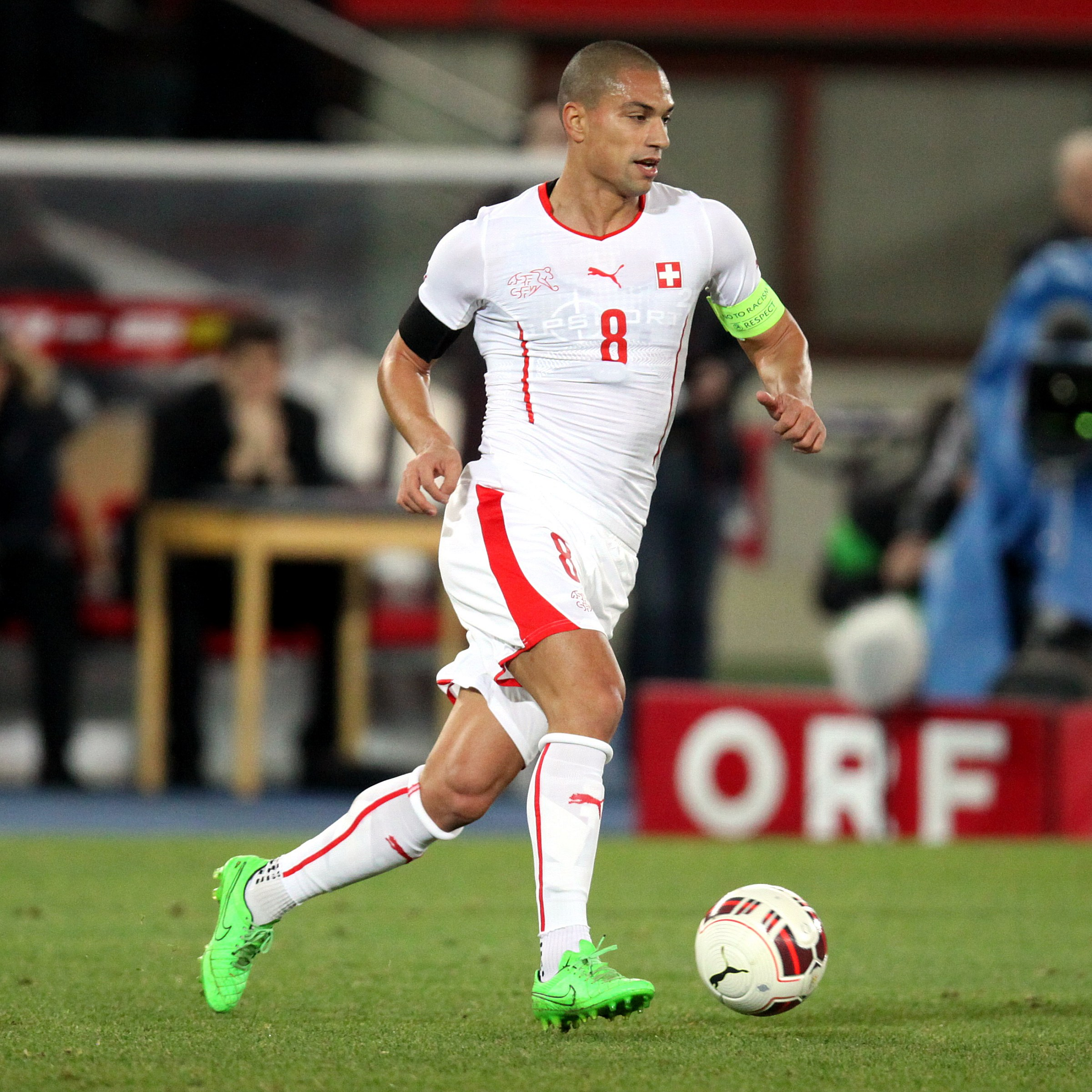
Гекхан Інлер під час виступів за збірну Швейцарії. 17 листопада 2015 року.

## Титули і досягнення
- Чемпіон Швейцарії (2):

«Цюрих»: 2005-06, 2006-07
- Володар Кубка Італії (2):

«Наполі»:  2011-12, 2013-14
- Володар Суперкубка Італії (1):

«Наполі»:  2014
- Чемпіон Англії (1):

«Лестер Сіті»:  2015-16
- Чемпіон Туреччини (1):

«Істанбул Башакшехір»: 2019-20